# برونو بیانکی (قایقران بادبانی)
برونو بیانکی (انگلیسی: Bruno Bianchi; ۲ مهٔ ۱۹۰۴ – ۲۲ اوت ۱۹۸۸) قایقران قایق بادبانی اهل ایتالیا بود.